# Mambo Mix
Mambo Mix è un album del duo musicale italiano Los Locos, pubblicato nel 1992.

## Tracce
1. Mambo Mix (Medley)
2. Perfidia
3. Mambo N. 8
4. Mambo Jambo
5. Mambo N. 5
6. Moliendo Café
7. Patricia
8. Il Venditore Di Noccioline
9. Tequila
10. Tico Tico
11. La Raspa
12. Matilda
13. Ran Kan Kan
14. El Negro Zumbon
15. Rockambo Baby
16. Tea For Two
17. Quando Mix (Medley)
18. Quando Quando Quando
19. Solamente Una Vez
20. Amor Amor Amor
21. Loco Loco
22. Cucaracha Mix
23. La Cucaracha
24. Que Serà Serà
25. Cielito Lindo
26. Porompompero
27. La Raspa
28. Mambo Loco